# گیرمو تورس (بازیکن بسکتبال)
گیرمو تورس (اسپانیایی: Guillermo Torres‎؛ زادهٔ ۱۶ سپتامبر ۱۹۳۷) بازیکن بسکتبال اهل مکزیک بود. وی در بازی‌های المپیک تابستانی ۱۹۶۰ شرکت کرده‌است.